# Tom Cullen
Thomas Cullen (Aberystwyth, Dyfed; 17 de julio de 1985), conocido como Tom Cullen, es un actor y escritor británico.

## Biografía
Es hijo de dos escritores, tiene dos hermanos: Joseph Cullen y Ruth Cullen.

## Carrera
En 2011 se unió a la película Weekend donde dio vida a Russell, un hombre que después de conocer a Glen (Chris New) comienza una relación con él.
En 2013 se unió al elenco de la cuarta temporada de la serie británica Downton Abbey donde interpretó a Lord Anthony Foyle, Visconde de Gillingham, un viejo amigo de los Grantham y un nuevo pretendiente de Lady Mary (Michelle Dockery), hasta 2014.
En 2015 se unió al elenco de la miniserie The Trials of Jimmy Rose donde dio vida a Joe Rose, el hijo del ladrón Jimmy Rose (Ray Winstone) y Jackie (Amanda Redman).
En 2016 se unió al elenco principal de la serie The Five donde interpreta al abogado Mark Wells, cuyo hermano menor desaparece años atrás cuando apenas tenía cinco años.

## Filmografía

### Series de televisión
| Año             | Título                                 | Personaje               | Notas 2020 invasion                  |
| --------------- | -------------------------------------- | ----------------------- | ------------------------------------ |
| 2017 - 2018     | Knightfall                             | Sir Landry              | 10 episodios                         |
| 2017            | Gunpowder (miniserie)                  | Guy Fawkes              | 3 episodios - miniserie              |
| 2016 - presente | The Five                               | Mark Wells              | 10 episodios                         |
| 2015            | The Trials of Jimmy Rose               | Joe Rose                | 3 episodios - miniserie              |
| 2013 - 2014     | Downton Abbey                          | Lord Anthony Gillingham | 12 episodios                         |
| 2012            | Un mundo sin fin (serie de televisión) | Wulfric                 | 8 episodios - miniserie              |
| 2011            | Black Mirror                           | Jonas                   | episodio "The Entire History of You" |
| 2010            | Pen Talar                              | Richard                 | 2 episodios                          |

### Películas
| Año  | Título                | Personaje  | Notas                                                                            |
| ---- | --------------------- | ---------- | -------------------------------------------------------------------------------- |
| 2011 | Weekend               | Russell    | junto a Chris New, Jonathan Race, Laura Freeman, Loreto Murray y Jonathan Wright |
| 2013 | The Last Days on Mars | Harrington | junto a Liev Schreiber, Elias Koteas, Romola Garai y Olivia Williams             |
| 2021 | My Son                | Frank      |                                                                                  |

### Productor
| Año  | Título         | Notas               |
| ---- | -------------- | ------------------- |
| 2016 | The Other Half | productor ejecutivo |

## Premios y nominaciones
| Año  | Categoría               | Premio                         | Película | Resultado |
| ---- | ----------------------- | ------------------------------ | -------- | --------- |
| 2012 | Best Actor              | Chlotrudis Award               | Weekend  | Nominado  |
| 2011 | Most Promising Newcomer | British Independent Film Award | Weekend  | Ganó      |